# Åmträsket (Degerfors socken, Västerbotten)
Åmträsket är en sjö i Vindelns kommun i Västerbotten och ingår i Umeälvens huvudavrinningsområde. Sjön har en area på 5,45 kvadratkilometer och ligger 215,1 meter över havet. Sjön är en av de översta sjöarna i Åmans vattensystem och avrinner genom Forsling-Åman till Gådaträsket. Järptjärnen, Joppträsket, Grövetjärnen och Kricktjärnen avrinner till Åmträsket.

## Sundkammen

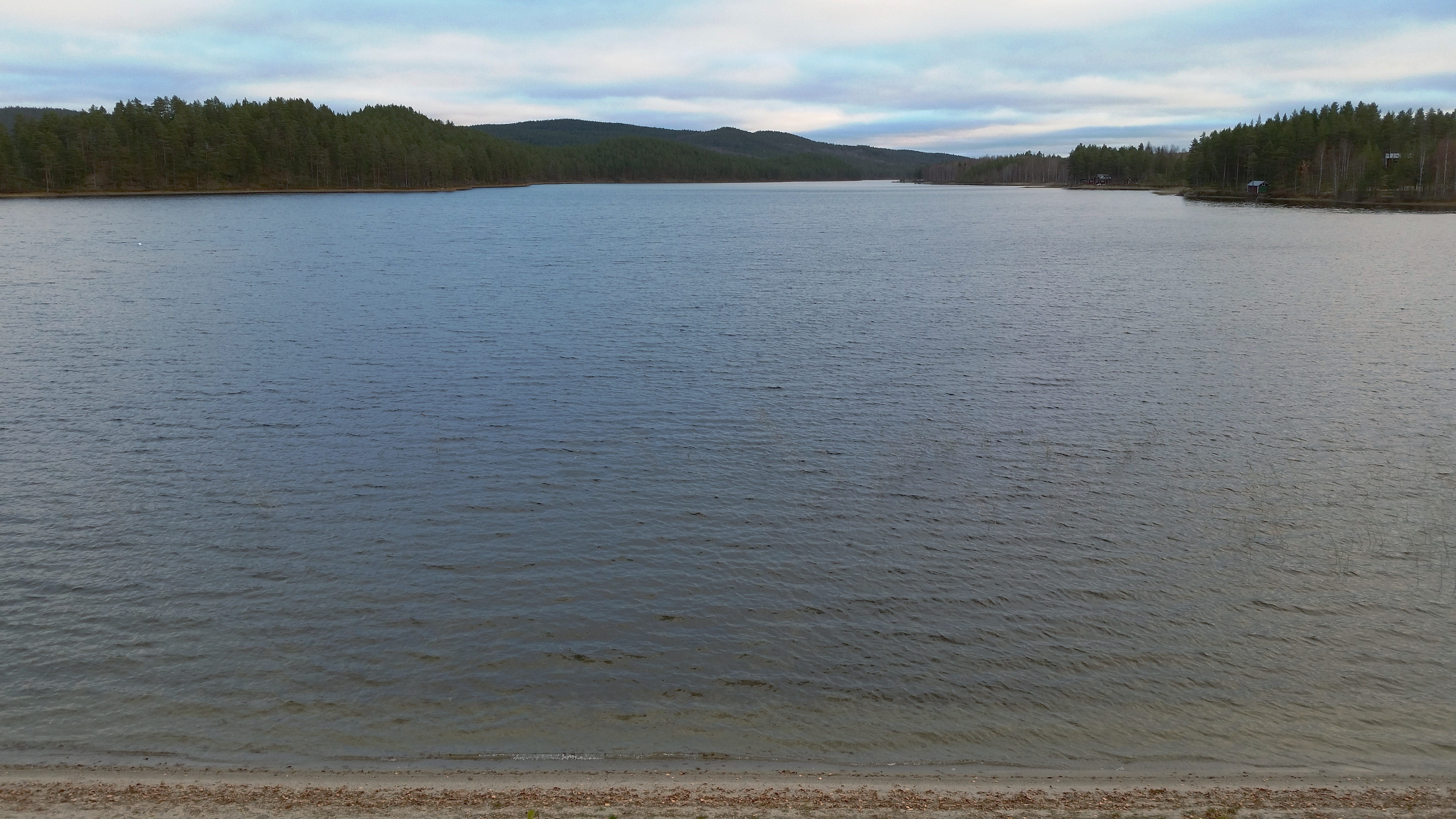
Djupsundssjön, en del av Åmträsket. Sundkammen skymtas uppe till vänster i bild.

I söder delas Åmträsket i Djupsundssjön och Östersjön av Sundkammen, en rullstensås som är en del av Vindelälvsåsen. Åsen skiljer också Djupsundssjön från Långtjärnen. Åsen ligger 20 till 30 meter över sjöns yta och är enligt seismologiska undersökningar totalt 100 till 120 meter hög. På åsen finns det en stensättning samt vandringsleden Isälvsleden. Den södra delen av Sundkammen ingår i naturreservatet Kammen.

## Delavrinningsområde
Åmträsket ingår i det delavrinningsområde (715751-167531) som SMHI kallar för Utloppet av Åmträsket. Medelhöjden är 240 meter över havet och ytan är 22,66 kvadratkilometer. Räknas de 8 avrinningsområdena uppströms in blir den ackumulerade arean 64,11 kvadratkilometer. Krokan som avvattnar avrinningsområdet har biflödesordning 4, vilket innebär att vattnet flödar genom totalt 4 vattendrag innan det når havet efter 155 kilometer. Avrinningsområdet består mestadels av skog (66 procent). Avrinningsområdet har 6,12 kvadratkilometer vattenytor vilket ger det en sjöprocent på 27 procent.

## Fisk
Vid provfiske har bland annat abborre, gers, gädda, lake, mört, nors och sik fångats i sjön.